# IPX (기업)
아이피엑스(영어: IPX)는 2011년 출시된 모바일 메신저 ‘라인’의 스티커 캐릭터이자, 해당 캐릭터 관련 사업을 하는 기업이다. 현재 총 11개의 캐릭터로 구성되어 있으며 오리지널 캐릭터는 브라운, 코니, 문, 제임스 등이다. 현재 라인프렌즈(LINE FRIENDS)라는 브랜드로 여러 가지 상품이 개발 및 판매되고 있다. 또한 라인의 인기 캐릭터들을 오프라인 비즈니스 모델에 적용해 애니메이션에서 게임, 테마파크, 카페 등을 선보였고, 아시아 주요 도시에서 라인프렌즈 스토어를 운영 중이다. 2017년 7월 미국 뉴욕에 정규 스토어를 오픈했다.
현재 라인프렌즈 오리지널 캐릭터가 공식 BI인 브라운 앤 프렌즈(영어: BROWN & FRIENDS)로 변경되었다.

## 캐릭터[3]
라인프렌즈의 캐릭터는 우리 주변에서 쉽게 떠올릴 수 있는 현실적인 캐릭터를 차용해 만들어졌다.
- 브라운(Brown): 큰곰을 모티브로 만들어졌다. 소심하고 온순한 성격이다. 해당 캐릭터가 갈색이라서 '브라운'이라는 이름을 갖게 되었다. 코니의 남자친구이고, 초코의 오빠이다. 늘 말이 없고 따락거리는 작은 소리만 낸다. 연어를 좋아한다.
- 코니(Cony): 토끼를 모티브로 만들어졌다. 언제나 발랄하고 에너지가 넘친다. 메신저 라인(LINE)에서 사용될 스티커가 개발되었을 당시 회사 대표의 아이디가 '코니'여서 붙여진 이름이라고 한다. 브라운의 여자친구이다. 먹을 것을 좋아하며 제시카의 단짝 친구이다.
- 문(Moon): 보름달을 모티브로 만들어졌다. 얼굴이 달처럼 크고 둥글기 때문에 문(Moon)이라는 이름이 붙었다. 감정 기복이 크다. 누구도 문이 어디서 왔는지는 모른다.
- 제임스(James): 금발의 남자 캐릭터이다. 무엇보다도 자기 자신을 사랑하는 나르시스트이다. 제임스는 외국인 이름이 필요했는데 당시 제임스 CCO가 일본에서 불렸던 이름이 그대로 이 캐릭터의 이름이 되었다.
- 샐리(Sally): 병아리를 모티브로 만들어졌다. 앙증맞은 외모와는 달리 과격한 행동을 보인다. 브라운에게 관심이 많다.
- 레너드(Leonard): 개구리를 모티브로 만들어졌다. 감수성이 풍부해 감정을 주체하지 못하는 성격이며 낭만주의자이다. 싱어송라이터를 꿈꾼다. 샐리, 에드워드와 함께 꼬꼬마 트리오로 사이 좋게 지내며, 문을 잘 따른다.
- 에드워드(Edward): 애벌레를 모티브로 만들어졌다. 부지런하고 성실한 성격이다. 작고 느리지만 알고 보면 카레이싱을 즐긴다.
- 제시카(Jessica): 고양이를 모티브로 만들어졌다. 철저하고 꼼꼼한 성격이다. 코니의 단짝 친구이다.
- 보스(Boss): 중년 남성의 모습을 가진 캐릭터이다. 국내에서는 "대머리 부장님"이라고 많이 불린다. 평범한 직장인처럼 보이지만 다양한 모습으로 나타나는 미스터리한 아저씨다.
- 초코(Choco): 브라운의 여동생이다. 멋부리는 것을 좋아하며 리본을 사랑하는 패셔니스타이다. 팡요의 단짝 친구이다.
- 팡요(Pangyo): 2016년 3월 초코와 함께 공개되었던 신규 캐릭터이다. 판다를 모티브로 만들어졌고, 중국어로 친구를 뜻하는 펑요우(朋友, pengyou)에서 유래한 이름은 판교와 철자가 같다. 초코의 단짝 친구이다.

### BT21

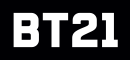
BT21의 로고

FRIENDS CREATORS의 첫번째 프로젝트로 방탄소년단과 라인프렌즈의 콜라보레이션으로 탄생된 새로운 개념의 캐릭터 라인업. 최초 캐릭터 스케치부터 성격부여, 제품 기획 등 전 과정에 방탄소년단 멤버들이 직접 참여해 총 8종의 캐릭터를 창조했다.

#### 캐릭터[5]
- KOYA(코야)
- RJ(알제이)
- SHOOKY(슈키)
- MANG(망)
- CHIMMY(치미)
- TATA(타타)
- COOKY(쿠키)
- VAN(반)

## 캐릭터 상품

### 개요
네이버가 메신저 라인(LINE)을 갓 개발했을 시기 라인(LINE)은 대화만 가능한 기본적인 메신저였다. 이후 개발자들은 메신저 상에서 감정을 크고 풍부하게 전달하기 위한 방법을 찾기 위한 고민을 시작했고 그 고민의 결과 '스티커'가 탄생하게 된다. NHN(현 네이버)에서 처음 라인(LINE) 메신저 상에서 감정을 표현하기 위한 수단으로 '스티커'를 만들어냈을 때 그들은 이 스티커의 주인공들이 캐릭터라는 생각을 하지 못했다. 그러나 사람들이 스티커의 이름과 관계를 묻기 시작하면서 스티커는 점점 하나의 캐릭터로 자리잡게 되었다. '스티커'가 캐릭터화되면서 라인에서의 스티커 전송량은 확연이 증가하였고 자연스럽게 수익화하기 위한 논의가 시작된다. 캐릭터를 수익화하기 위해서는 스토리나 콘셉트가 필요하다고 여겨 캐릭터들의 관계, 시리즈, 스토리 등을 생산하였다.

### 종류
게임이나 이모티콘과 같은 아이템은 물론이고 디자인 문구, 의류, 패션잡화, 액세서리, 주방용품, 피규어, 홈 인테리어, 장난감, 핸드폰 케이스 등 5000여 개의 상품이 판매되고 있다. 라미, 몰스킨, 브롬톤, 록시땅, 미스터 마리아, 그리고 뮬라 등 다양한 브랜드와 함께 콜라보레이션을 진행한 상품도 출시하였다.
또한 네이버의 AI 엔진인 네이버 클로바를 탑재한 스피커인 클로바 프렌즈 스피커가 출시되었다.

## 해외 진출

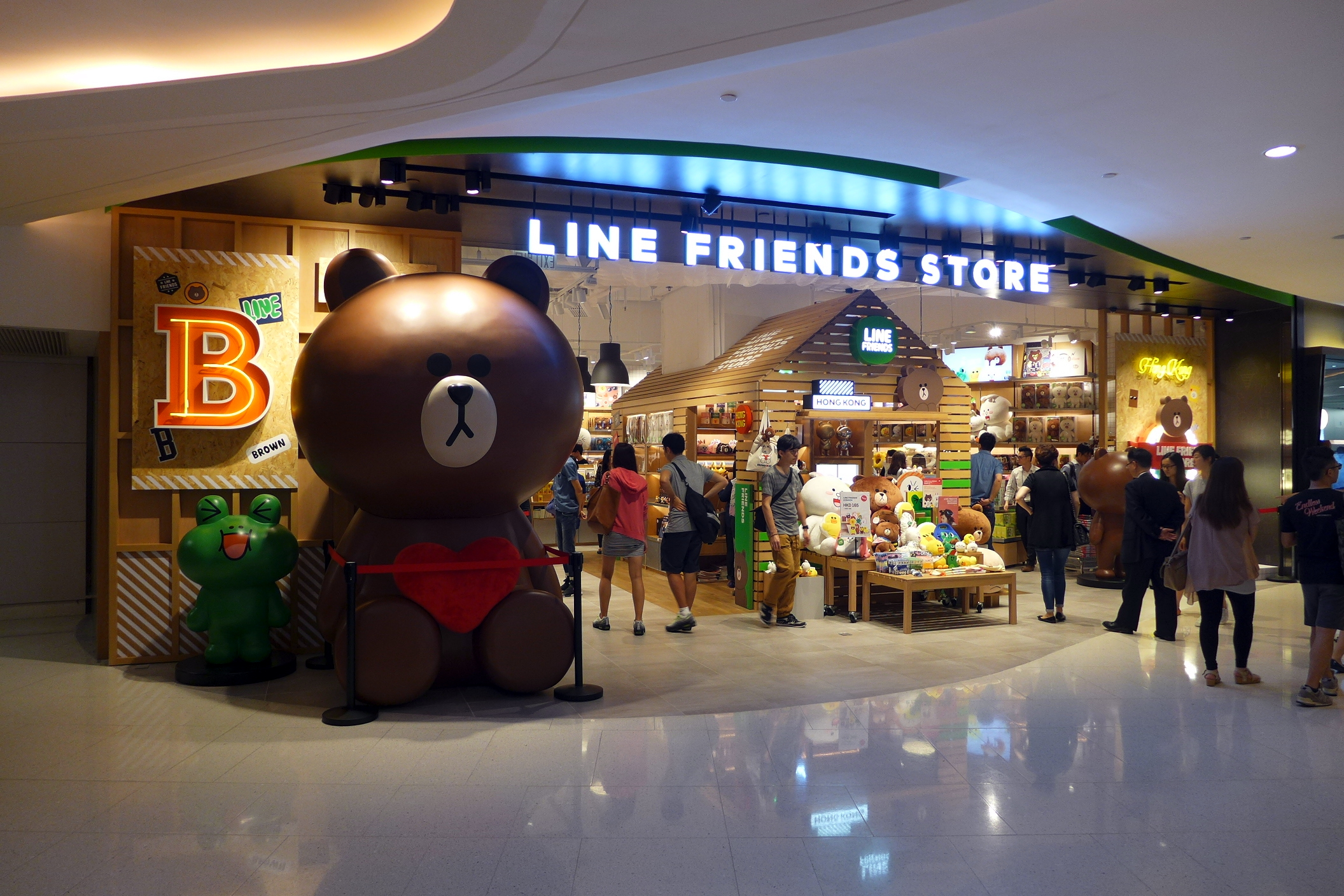
홍콩 라인프렌즈 스토어

라인프렌즈는 중국, 홍콩, 대만, 일본, 대한민국에서 오프라인 스토어 39곳을 운영 중이며 이중 중국 본토 매장이 11곳을 포함한 해외 매장이 19곳이다. 특히 중국 본토에서 상하이, 베이징, 청두, 광저우, 난징, 센젠 등 주요 도시로 빠르게 확장하고 있다. 2014년 드라마 '별에서 온 그대'에 간접광고(PPL)를 한 덕분에 중국인들 사이에서 인지도가 높다. 2017년 7월에 미국 뉴욕 타임스 스퀘어에 정규 스토어를 오픈했다.

## 애니메이션[9]
- 라인 타운(LINE TOWN): 라인친구들의 일상을 그린 애니메이션이다.
- 라인 오프라인 샐러리맨(라인프렌즈 - 문의 회사생활): 좌충우돌 회사생활을 담은 애니메이션이다. 일본, 태국, 한국에서 많은 인기를 끌고 있다.

## 모바일 게임[9]
모바일 게임은 라인 계정 연동이 필요한 게임과 그렇지 않은 게임으로 나뉘며 라인 계정 연동이 필요한 게임을 먼저 서술한 후 비연동 게임을 서술하였다. 또한 서비스가 종료된 게임은 제외시켰다.

### 라인 계정 연동이 필요하거나 권장되는 게임
아래의 게임들은 라인 계정 연결이 필수적이거나 권장되는 게임들이며 인터넷 연결이 필요한 게임들이다.
- 라인팝
- 라인팝 2
- 라인팝 쇼콜라
- 라인 버블
- 라인 버블 2
- 라인플레이
- 라인 디즈니 썸썸
- 라인 브라운 팜
- 라인 레인저스 (라인 레인저스 광고는 영상미를 인정받아 서울국제만화애니메이션 페스티벌 특별 초정작으로 선정되기도 했다.)
- 라인 리틀나이츠(중국어: 熊大王国) - 라인 계정 연동이 필수적이지는 않다. 위의 게임들과 달리 프로필에서 계정 연동을 따로 해주어야 한다.

### 라인 계정 연동이 필요하지 않은 게임
아래의 게임들은 라인 계정 연동이 필요하지 않고, 정글팡을 제외한 모든 게임이 인터넷 연결이 필요하지 않다. 데이터 연동은 운영체제 플랫폼에 기본 탑재된 게임 관리 앱과 연동된다.
- 정글팡 (공식 홈페이지에서 플레이하는 웹 플래시 게임이었으나 이후 안드로이드와 iOS용으로 출시되었다. 랭킹 배틀형 게임으로 인터넷 연결이 필요하다.)
- 브라운 런
- 점핑 브라운
- SALLY's Cake
- 매직카펫 샐리
- 샐리타워
- 리틀매지션 샐리
- 샐리랜드 2048

### 콜라보레이션
- 브롤스타즈 - 브라운은 엘 프리모의 스킨으로(엘 브라운), 샐리는 레온(샐리 레온), 애드워드는 나니의 스킨으로(에드워드는 나니의 궁극기안에 타있는 모습으로 만들어졌다.)(샐리 나니), 레너드는 칼의 스킨으로(레너드 칼), 코니는 맥스의 스킨으로(코니 맥스), 초코는 파이퍼의 스킨으로(초코 파이퍼) 만들어졌다.[10]

## 수상
- 2015년 1월 LIMA(International Licensing Industry Merchandisers’ Association) 주최 Asian Licensing Awards에서 최고상인 BEST ASIAN PROPERTY OF THE YEAR 2014 수상[11]
- 2015년 1월 ALA(Asian Licensing Association) 주최 Asian Licensing Awards에서 BEST ASIAN PROPERTY 2014 수상[11]
- 2016년 3월 IF 디자인 어워드 2016에서 라인프렌즈 F&B(Food & Beverage) 패키지로 최고상 격인 골드(Gold) 수상[12]
- 2016년 3월 IF 디자인 어워드 2016에서 CI(Corporate Identity)로 본상(Winner) 수상[12]
- 2017년 1월 ALA(Asian Licensing Association) 주최 Asian Licensing Awards에서 BEST ASIAN PROPERTY 2016 수상[13]

## 같이 보기
- 네이버 라인
- 카카오프렌즈
- 메이프렌즈
- 어밴드브이
- BT21
- 라인레인저스